# Independent Games Festival
Pour les articles homonymes, voir IGF.
L'Independent Games Festival (IGF) est un événement international annuel qui récompense des jeux vidéo innovants d'un point de vue créatif, artistique ou technologique. La première édition a lieu en 1999 pour récompenser les jeux sortis au cours de l'année 1998.
La spécificité et la valeur symbolique de ces récompenses tient au fait que les nommés et les récompensés sont élus par les développeurs eux-mêmes.
La cérémonie de remise des prix, les Independent Games Festival Awards, se déroule tous les ans au mois de mars aux États-Unis à l'occasion de la semaine de la Game Developers Conference. L'évènement lui-même est ouvert au public, et se tient immédiatement avant la remise des prix des Game Developers Choice Awards.
Parmi les titres récompensés à l'IGF figurent Braid, Fez, Limbo, Minecraft, Amnesia: The Dark Descent, Spelunky, Papers, Please, Her Story ou encore Undertale.
L'édition la plus récente de la cérémonie s'est tenue en mars 2025 et a décerné au jeu Consume Me le premier prix du festival, intitulé Grand prix Seumas-McNally.

## Historique
UBM Tech, qui gère le site Gamasutra et la Game Developers Conference (GDC) a créé l'IGF en 1998 pour promouvoir l'innovation dans la création de jeu vidéo et apporter de la reconnaissance aux créateurs de jeux vidéo indépendants. L'une des inspirations de cet événement est le festival américain de cinéma indépendant de Sundance,. Ainsi, des œuvres primées relèvent de l'art numérique.
La cérémonie gagne en légitimité au point que ses récompenses sont perçues comme faisant partie des plus prestigieuses et des plus influentes que peut recevoir un développeur de jeu vidéo.
Les différentes récompenses sont remises durant la GDC. Un espace de la convention, nommé le « Pavillon IGF », permet d'essayer durant toute la semaine les jeux sélectionnés par le festival ; un autre espace permet de découvrir les nommés dans la catégorie alt.ctrl.GDC, qui vise à mettre en lumière les jeux les plus intéressants nécessitant d'utiliser des contrôles non conventionnels, accessibles ou alternatifs.

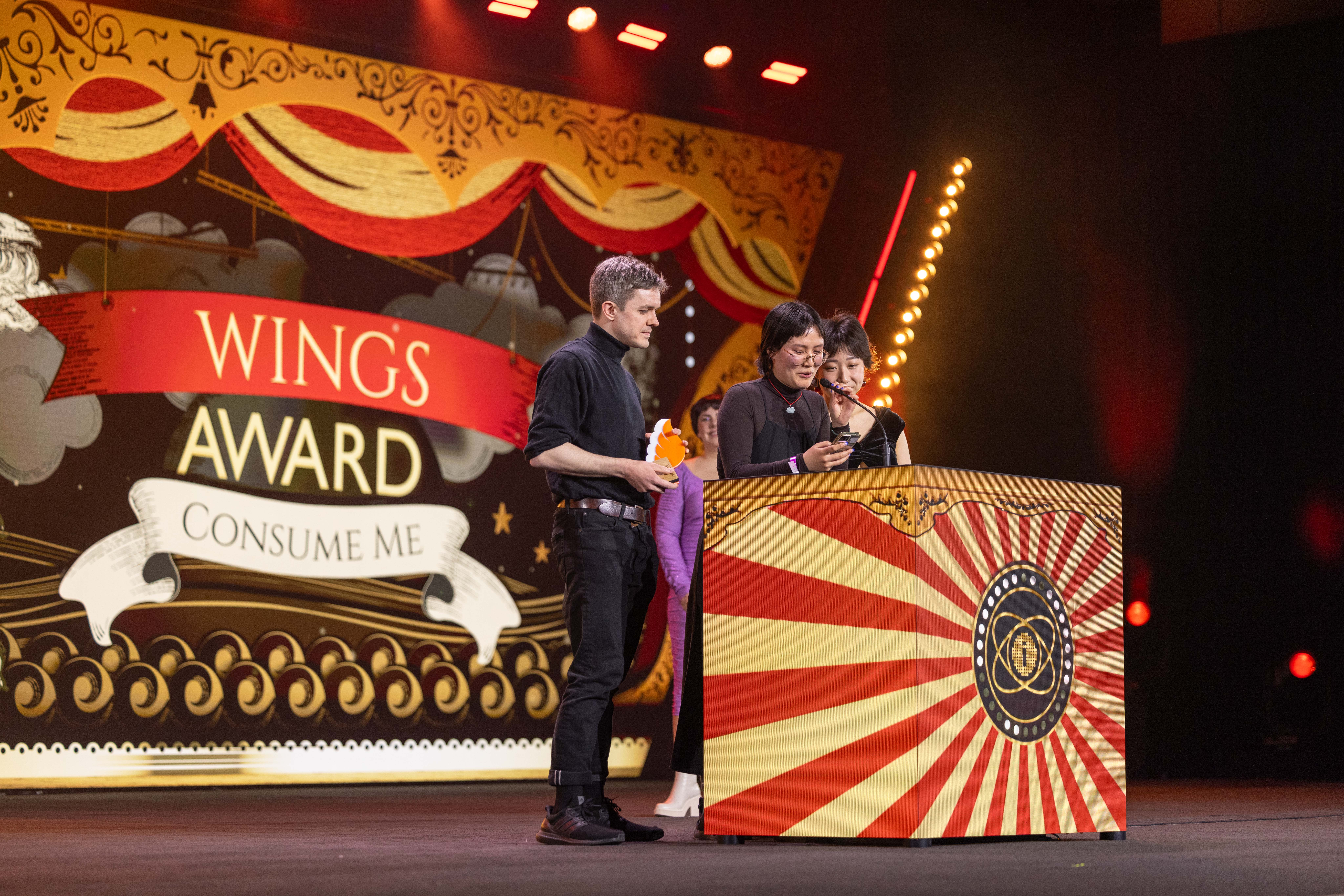
Le trophée du prix WINGS, contraction de « Women in Games », est en forme d'aile (« wing » en anglais).

À partir des années 2020, le festival ajoute en partenariat avec Women in Games un prix intitulé « WINGS » pour distinguer les meilleurs jeux dont des postes-clés de l'équipe de développement sont attribués à des femmes ou des personnes de genre marginalisé.
En 2020, la pandémie de Covid-19 conduit à l'annulation de la tenue physique de la Game Developers Conference ; la cérémonie des Game Developers Choice Awards est maintenue sous la forme d'une émission en ligne, disponible par streaming sur Twitch.
En mars 2022, Inscryption devient le premier jeu à remporter à la fois le premier prix de l'IGF (le grand prix Seumas-McNally) et le premier prix des GDC Awards (le titre de jeu de l'année).

"La
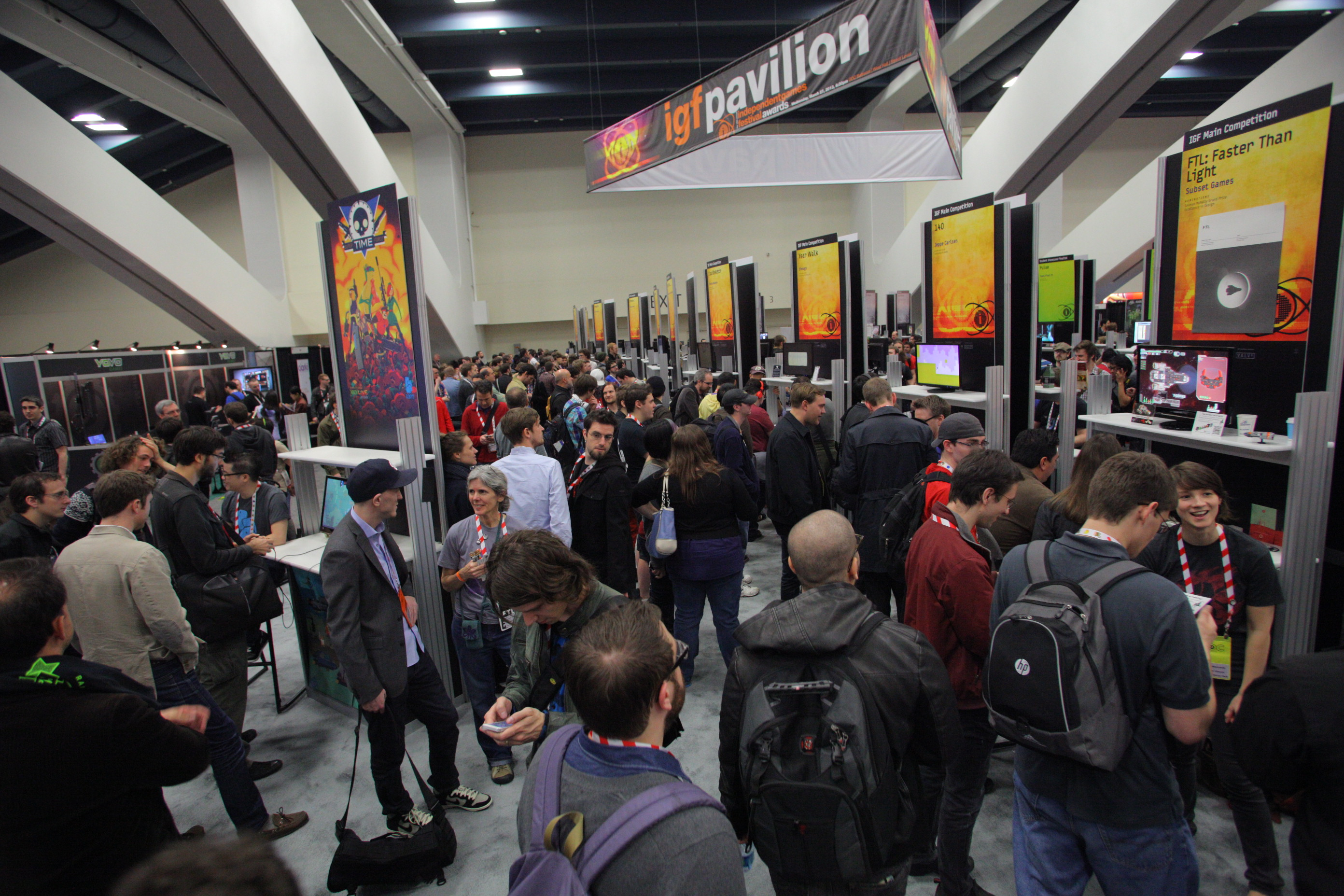
La Game Developers Conference réserve un espace aux démos de jeux sélectionnés par le festival, le « pavillon de l'IGF ».
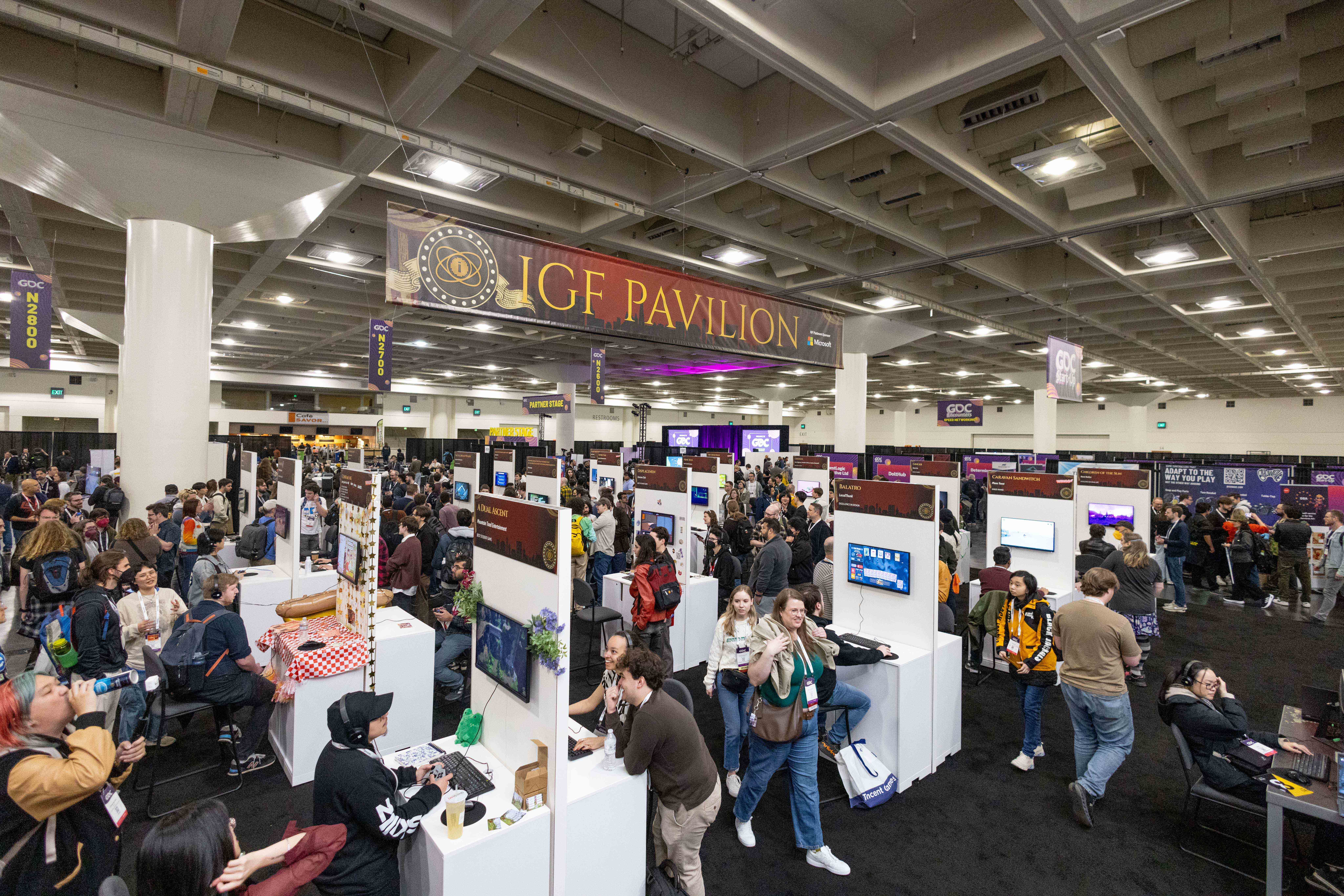
Le pavillon en 2013.
- Le pavillon en 2025.

## Catégories de récompenses

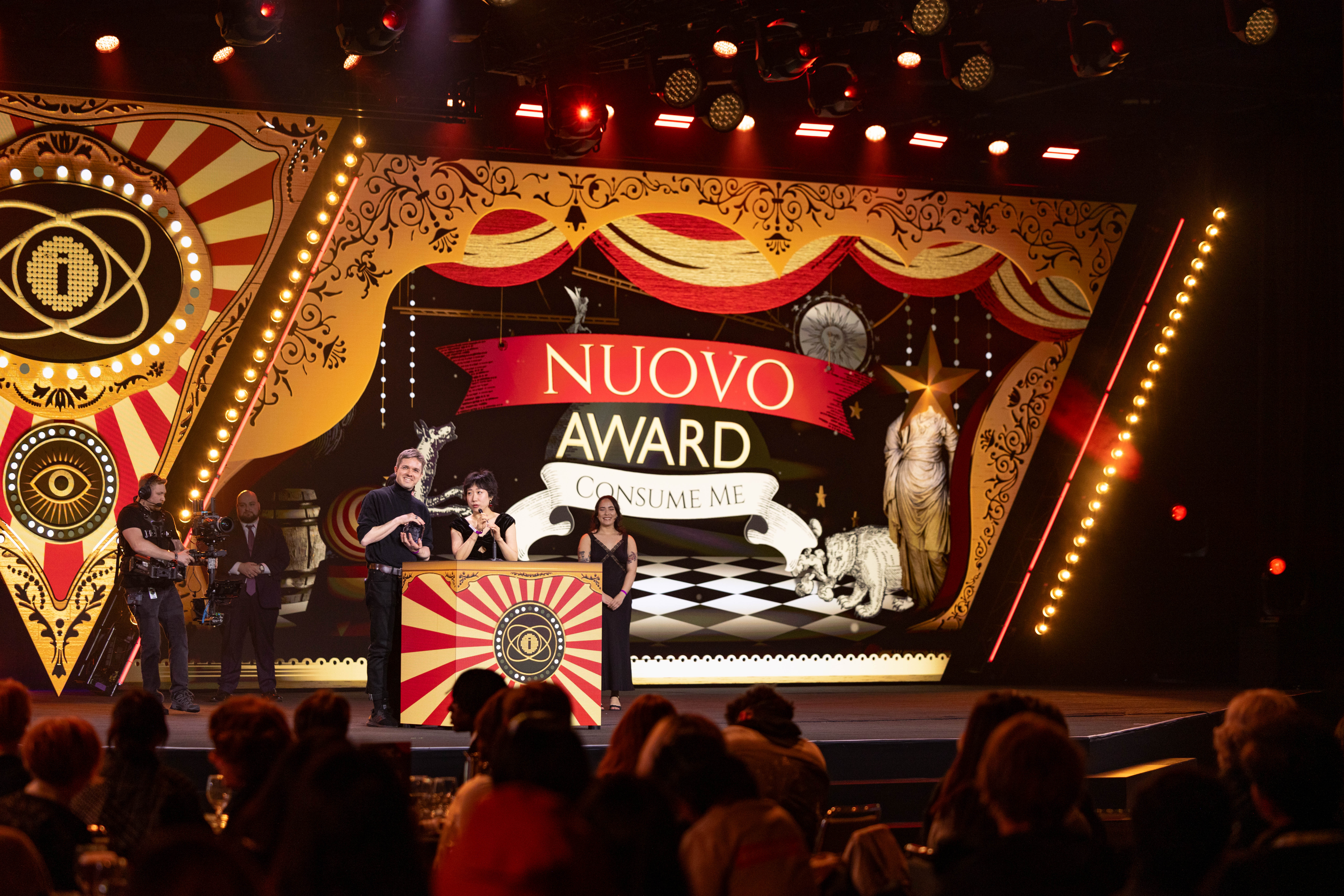
Remise du prix Nuovo à l'équipe du jeu Consume Me lors de l'édition 2025 du festival.

Cinq jeux sont nommés dans chacune des catégories suivantes :
- Grand prix Seumas-McNally
- Prix Nuovo
- Excellence en Art visuel (Excellence in Visual Art)
- Excellence en Audio (Excellence in Audio)
- Excellence en Design (Excellence in Design)
- Excellence en Narration (Excellence in Narrative)

À ces catégories s'ajoutent :
- Prix du public (Audience Award)
- Meilleur jeu étudiant  (Best Student Game)
- Meilleurs contrôles non conventionnels, accessibles ou alternatifs  (alt.ctrl.GDC Award)

Chacune des équipes lauréates reçoit une récompense financière. En 2019, celle-ci est de 30 000 dollars pour le grand prix, et 3 000 dollars pour chacune des autres catégories. En 2025, celle-ci vaut désormais 10 000 dollars pour le grand prix, et 2 000 dollars pour chacune des autres catégories.

## Palmarès

### 1999
Le palmarès et les nominations de l'édition 1999 sont les suivants :
- grand prix Seumas-McNally : Fire and Darkness
- prix de l'innovation en Game design : Resurrection
- prix de l'innovation en Arts visuels : Crime Cities
- prix de l'innovation en Son : Terminus
- excellence technique : Terminus
- prix du public : Fire and Darkness
- Liste des nommés :
  - Acidia
  - Boobies
  - BFRIS Zero-Gravity Fighter Combat
  - Crime Cities
  - EverNight
  - Fire and Darkness
  - Flagship: Champion
  - Food Chain
  - Journey into the Brain
  - Mind Rover
  - Resurrection
  - Seed
  - Sleights
  - Terminus
  - V.D.

### 2000
Le palmarès et les nominations de l'édition 2000 sont les suivants :
- Grand prix Seumas McNally : Tread Marks
- Prix de l'innovation en Game design : Tread Marks
- Prix de l'innovation en Arts visuels : King of Dragon Pass
- Prix de l'innovation en Son : Blix
- Excellence technique : Tread Marks
- Prix du public : The Rift (Far Gate)
- Liste des nommés :
  - Blix
  - Hardwood Hearts
  - King of Dragon Pass
  - Moonshine Runners
  - Quaternion
  - The Rift (Far Gate)
  - Rogue Wars
  - Seed
  - Tread Marks

### 2001
Cette édition marque la création d'une catégorie vitrine étudiante pour les projets issus d'écoles.
Le palmarès et les nominations de l'édition 2001 sont les suivants :
- Grand prix Seumas McNally : Shattered Galaxy
- Prix de l'innovation en Game design : Shattered Galaxy
- Prix de l'innovation en Arts visuels : Hardwood Spades
- Prix de l'innovation en Son : Chase Ace 2
- Excellence technique : Shattered Galaxy
- Prix du public : Shattered Galaxy
- Liste des nommés :
  - Archmage: Stabat Mater
  - Chase Ace 2
  - Hardwood Spades
  - Hostile Space
  - IronSquad
  - SabreWing
  - Shattered Galaxy
  - Strifeshadow
  - Takeda
  - Virtual U
- Finalistes de la catégorie vitrine étudiante :
  - 3D Morris
  - Break Away 3D
  - GenJox
  - Matrix Attack
  - Vortex

### 2002
Le palmarès et les nominations de l'édition 2002 sont les suivants :
- Grand prix Seumas McNally : Bad Milk
- Prix de l'innovation en Game design : Insaniquarium
- Prix de l'innovation en Arts visuels : Banja Taiyo
- Prix de l'innovation en Son : Bad Milk
- Excellence technique : Ace of Angels
- Prix du public : Kung Fu Chess
- Liste des nommés :
  - Ace of Angels
  - Bad Milk
  - Banja Taiyo
  - Championship Euchre
  - The Egg Files
  - Insaniquarium
  - Kung Fu Chess
  - Pencil Whipped
  - Static
  - World Dance
- Finalistes de la catégorie vitrine étudiante :
  - The Artifact
  - Commando Attack Sub
  - Dissension: Voices of Justice
  - Elite
  - Orbs of Attrition
  - The Past: Escape from Terra Prime
  - Takeout Weight Curling
  - Thugs
  - TTwister
  - Xenohammer

### 2003
Le palmarès et les nominations de l'édition 2003 sont les suivants :
- Grand prix Seumas McNally : Wild Earth
- Prix de l'innovation en Game design : Wild Earth
- Prix de l'innovation en Arts visuels : Wild Earth
- Prix de l'innovation en Son : Terraformers
- Excellence technique : Reiner Knizia's Samurai
- Prix du public : Pontifex 2
- Liste des nommés :
  - BaseGolf
  - Furcadia
  - Mr. Bigshot
  - Pontifex 2
  - Reiner Knizia's Samurai
  - Strange Adventures in Infinite Space
  - Teenage Lawnmower
  - Terraformers
  - Wild Earth
  - Word Ninja
- Finalistes de la catégorie vitrine étudiante :
  - The Adventures of Giuseppi and Mr. Fez: Enemy Mime
  - Breakin' Battle
  - Crazy Cross
  - Doggone Catastrophe
  - Gates of Temlaha
  - Mall Monster
  - Toy Trouble
  - Valence
  - Vektor Space
  - Zwischenzug

### 2004
Cette édition ajoute une catégorie consacrée aux jeux par navigateur ou en téléchargement. Les projets sélectionnés dans la catégorie vitrine étudiante sont par ailleurs considérés comme gagnants.
Le palmarès et les nominations de l'édition 2004 sont les suivants :
Catégorie ouverte
- Grand prix Seumas McNally : Savage: The Battle for Newerth
- Prix de l'innovation en Game design : Bontãgo
- Prix de l'innovation en Arts visuels : Spartan
- Prix de l'innovation en Son : Anito: Defend a Land Enraged
- Excellence technique : Savage: The Battle for Newerth
- Prix du public : Savage: The Battle for Newerth
- Prix Project Goldmaster Cartoon Network : Flashbang Studios
- Liste des nommés :
  - acmi ((park))
  - Anito: Defend A Land Enraged
  - Bontago
  - Façade
  - Fashion Cents
  - Fuzzee Teevee
  - Savage: The Battle for Newerth
  - Spartan
  - Starshatter
  - Take Command: 1861 The Civil War

Catégorie web et téléchargement
- Grand prix Seumas McNally : Oasis
- Prix de l'innovation en Game design : Oasis
- Prix de l'innovation en Arts visuels : Dr. Blob's Organism
- Prix de l'innovation en Son : Dr. Blob's Organism
- Excellence technique : Yohoho! Puzzle Pirates
- Prix du public : Yohoho! Puzzle Pirates
- Liste des nommés :
  - AlphaQUEUE
  - Beesly's Buzzwords
  - Billiard Boxing
  - Chomp! Chomp! Safari
  - Dr. Blob's Organism
  - Dungeon Scroll
  - Gish
  - Oasis
  - Space Station Manager
  - Yohoho! Puzzle Pirates

Catégorie vitrine étudiante
- Gagnants : Dark Archon 2 • Fatal Traction • Growbot • Hexvex • Hyperbol • Ice Wars • Kube Kombat • Scrapped • Treefort Wars • Xazzon

### 2005
Le palmarès et les nominations de l'édition 2005 sont les suivants :
Catégorie ouverte
- Grand prix Seumas McNally : Gish
- Prix de l'innovation en Game design : Gish
- Prix de l'innovation en Arts visuels : Alien Hominid
- Prix de l'innovation en Son : Steer Madness
- Excellence technique : Alien Hominid
- Prix du public : Alien Hominid
- Prix Project Goldmaster Cartoon Network : Digital Builders
- Liste des nommés :
  - Alien Hominid
  - Dark Horizons Lore
  - Gish
  - Hyperbol
  - Kisses
  - Legion Arena
  - Protöthea
  - Steer Madness
  - Supremacy: Four Paths To Power
  - War! Age of Imperialism

Catégorie web et téléchargement
- Grand prix Seumas McNally : Wik and the Fable of Souls
- Prix de l'innovation en Game design : Wik and the Fable of Souls
- Prix de l'innovation en Arts visuels : Wik and the Fable of Souls
- Prix de l'innovation en Son : Global Defense Network
- Excellence technique : RocketBowl
- Prix du public : N
- Liste des nommés :
  - Creatrix
  - Detective Brand Golf
  - Global Defense Network
  - Lux
  - N
  - Revolved
  - RocketBowl
  - Star Chamber
  - Weird Worlds: Return to Infinite Space
  - Wik and the Fable of Souls

Catégorie vitrine étudiante
- Gagnants : Dyadin • Intergalactic Shopping Maniacs • Mutton Mayhem • Rock Station • Scavenger Hunt • Soccer Ref • Squirrel Squabble • Stars and Stripes • Team Robot • War, Siege and Conquest: Battle for Gaia

### 2006
La catégorie web et téléchargement disparaît au profil d'un prix du meilleur jeu par navigateur. Des prix pour les meilleurs mods de jeux sont créés.
Le palmarès et les nominations de l'édition 2006 sont les suivants :
- Grand prix Seumas McNally : Darwinia
  - Dofus
  - Professor Fizzwizzle
  - Weird Worlds: Return To Infinite Space
  - Wildlife Tycoon: Venture Africa
- Prix de l'innovation en Game design : Braid
  - Darwinia
  - Rumble Box
  - Strange Attractors
  - The Witch's Yarn
- Prix de l'innovation en Arts visuels : Darwinia
  - Dofus
  - Glow Worm
  - Putt Nutz
  - Tommy and the Magical Words
- Prix de l'innovation en Son : Weird Worlds: Return to Infinite Space
  - Dodge That Anvil
  - Glow Worm
  - Professor Fizzwizzle
  - Saints and Sinners Bowling
- Excellence technique : Darwinia
  - Crazy Ball
  - Saints and Sinners Bowling
  - Tribal Trouble
  - Tube Twist
- Meilleur jeu par navigateur : Dad 'N Me
  - Dodge That Anvil
  - Moleculous
- Gagnants de la catégorie vitrine étudiante : Ballistic • Cloud • Colormental • Narbacular Drop • Ocular Ink • Orblitz • Palette • Sea of Chaos • Goliath (middleware) • NERO (middleware)
- Meilleur mod, Half-Life 2 : Dystopia
  - Dodgeball: Source
  - Eclipse
  - Hidden: Source
  - Plan of Attack
- Meilleur mod, Neverwinter Nights : Rose of Eternity: Chapter 1
  - Bitter Harvest
  - Hythum II: The Halls of Kilgirn
  - Runes of Blood
  - The Hunt
- Meilleur mod, Unreal Tournament 2004 : Path of Vengeance
  - Dragonfly Variations
  - HamsterBash
  - The Awakening
  - The Soulkeeper
- Meilleur mod, Doom 3 : Last Man Standing
  - Doom3[CC]
- Prix du public : Dofus
- Prix Adultswim.com : Dodge That Anvil

### 2007

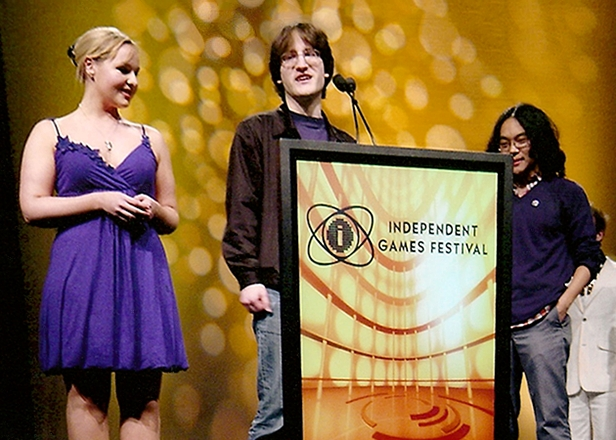
Jenna Sharpe, Alec Holowka et Derek Yu reçoivent le grand prix 2007 pour Aquaria.

Les prix pour les Arts visuels et le Son ne récompensent plus l'innovation mais l'excellence. Un seul projet étudiant remporte désormais le prix du meilleur jeu étudiant.
Le palmarès et les nominations de l'édition 2007 sont les suivants :
- Grand prix Seumas McNally : Aquaria
  - Armadillo Run
  - Bang! Howdy
  - Riff: Everyday Shooter
  - Roboblitz
- Prix de l'innovation en Game design : Riff: Everyday Shooter
  - Aquaria
  - Armadillo Run
  - Toblo
  - Toribash
- Excellence en Arts visuels : Castle Crashers
  - Aquaria
  - Golf?
  - Roboblitz
  - Samorost 2
- Excellence en Son : Riff: Everyday Shooter
  - Aquaria
  - Bone : La Grande Course
  - FizzBall
  - Racing Pitch
- Excellence technique : Bang! Howdy
  - Arcane Legions
  - Armada Online
  - Band of Bugs
  - Blast Miner
- Meilleur jeu par navigateur : Samorost 2
  - Bubble Islands
  - Gamma Bros
- Meilleur jeu étudiant : Toblo
  - And Yet It Moves
  - Ball of Bastards
  - Base Invaders
  - de Blob
  - Euclidean Crisis
  - Gelatin Joe
  - Invalid Tangram
  - Opera Slinger
  - Rooms
- Meilleur mod, catégorie FPS Solo : Weekday Warrior
- Meilleur mod, catégorie FPS Multijoueur : Eternal Silence
- Meilleur mod, catégorie RPG : Darkness over Daggerford
- Meilleur mod, catégorie Autres : Spawns of Deflebub
- Prix du public : Castle Crashers
- Prix Indie GameTap : 1. Riff: Everyday Shooter • 2. Blast Miner • 3. Roboblitz

### 2008
Les prix pour les meilleurs mods disparaissent.
Le palmarès et les nominations de l'édition 2008 sont les suivants :
- Grand prix Seumas McNally : Crayon Physics Deluxe
  - Audiosurf
  - Hammerfall
  - Noitu Love 2: Devolution
  - World of Goo
- Prix de l'innovation en Game design : World of Goo
  - Battleships Forever
  - Fez
  - Fret Nice
  - Snapshot Adventures: Secret of Bird Island
- Excellence en Arts visuels : Fez
  - Clean Asia!
  - Hammerfall
  - The Path
  - Synaesthete
- Excellence en Son : Audiosurf
  - Cinnamon Beats
  - Clean Asia!
  - Fret Nice
  - OokiBloks
- Excellence technique : World of Goo
  - Audiosurf
  - Axiom: Overdrive
  - Goo!
  - Gumboy Tournament
- Meilleur jeu par navigateur : Iron Dukes
  - Globulos.com
  - Tri-Achnid
- Meilleur jeu étudiant : Synaesthete
  - Crayon Physics Deluxe
  - Empyreal Nocturne
  - Galaxy Scraper
  - Gesundheit!
  - Mayhem Intergalactic
  - Poesysteme
  - Polarity
  - Ruckblende
  - Synaesthete
  - Les Mésaventures de P.B. Winterbottom
  - Flipside (mod de Half-Life 2)
  - Foamzilla (mod de Unreal Tournament 2004)
- Prix du public : Audiosurf
- Prix Gleemie : 1. Desktop Tower Defense • 2. Skyrates • 3. Quadradius

La même année, une compétition parallèle est dédiée aux jeux mobiles (sur smartphone, tablette ou console portable).
- Prix du meilleur jeu mobile : Critter Crunch
  - Ego
  - Nom 3
  - Backflow
  - Steam Iron: The Fallen
- Prix de l'innovation en Game design mobile : Ego
  - Nom 3
  - Backflow
- Prix du meilleur Game design pour la réalité augmentée sur mobile, présenté par Nvidia : PhoneTag Elite
  - 3D Lawn Darts
  - Anna's Secret
- Prix mobile de la réussite en art : Kodo
  - Critter Crunch
  - Drawn to Life
- Prix mobile de la réussite technique : Steam Iron: The Fallen
  - Kodo
  - Hell Striker
- Prix mobile de la réussite en audio : Critter Crunch
  - Drawn to Life
  - Wind and Water: Puzzle Battles

### 2009
Le Prix de l'innovation en Game design est scindé en deux prix : le prix Nuovo pour l'innovation et le prix de l'Excellence en Design pour le game design. Le prix du meilleur jeu par navigateur disparaît. Cette année, les finalistes de la catégorie vitrine étudiante ne sont pas annoncés.
Le palmarès et les nominations de l'édition 2009 sont les suivants :
- Grand prix Seumas McNally : Blueberry Garden
  - CarneyVale Showtime
  - Dyson
  - NightSky
  - Osmos
- Prix Nuovo : Between
  - Coil
  - The Graveyard
  - Mightier
  - You Have to Burn the Rope
- Excellence en Arts visuels : Machinarium
  - Cletus Clay
  - FEIST
  - PixelJunk Eden
  - Zeno Clash
- Excellence en Son : BrainPipe
  - Blueberry Garden
  - Musaic Box
  - PixelJunk Eden
  - Retro/Grade
- Excellence en Design : Musaic Box
  - NightSky
  - Osmos
  - Retro/Grade
  - Snapshot
- Excellence technique: Cortex Command
  - IncrediBots
  - The Maw
  - Osmos
  - PixelJunk Eden
- Meilleur jeu étudiant : Tag: The Power of Paint
- Prix du public : Cortex Command
- Prix Vision D2D : Osmos
  - Cortex Command
  - Osmos
  - Dyson
  - Puzzlegeddon

La même année, une compétition parallèle est dédiée aux jeux mobiles (sur smartphone, tablette ou console portable).
- Prix du meilleur jeu mobile : Fieldrunners
  - Cubic Republic
  - Smiles
  - Edge
  - Wardive
- Prix de l'innovation en Game design mobile : Galcon
  - Wardive
  - Eliss
- Prix mobile de la réussite en art : Fieldrunners
  - Dizzy Bee
  - Ruben and Lullaby
- Prix mobile de la réussite technique : Real Racing
  - Football Tycoon
  - Wardive
- Prix mobile de la réussite en audio : Zen Bound
  - Radio Flare
  - Edge
- Prix du meilleur jeu iPhone, présenté par ngmoco : Zen Bound
  - Edge
  - Dizzy Bee
  - Fieldrunners
  - Frenzic
- Prix du grand jeu mobile à venir, présenté par Nvidia : Reflection
  - Depict
  - FastFoot
  - Picopoke
  - Rhythm of War

### 2010

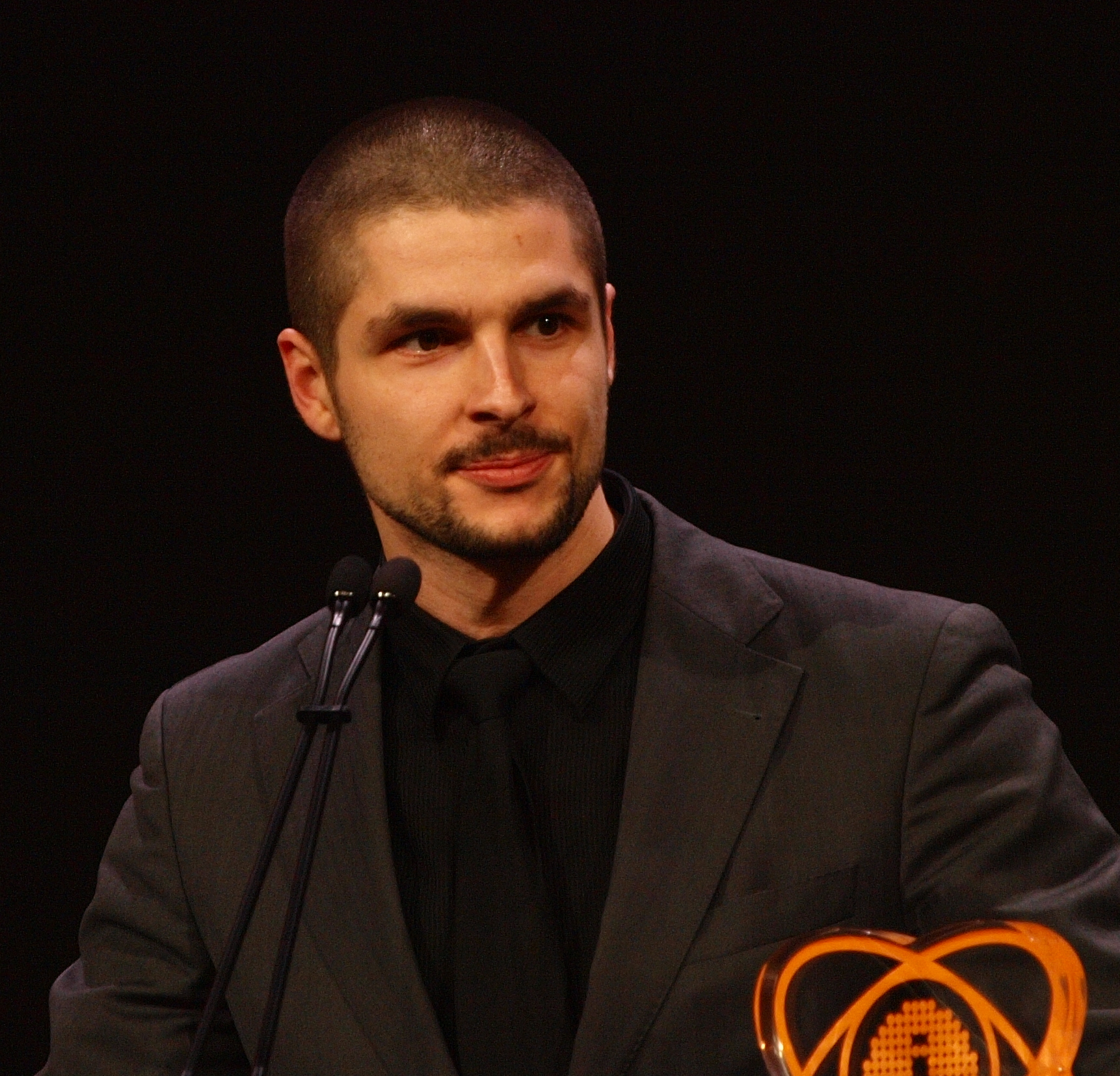
Dino Patti, fondateur du studio Playdead à l'origine de Limbo, sur scène en 2010.

Un Prix du meilleur jeu mobile intégré à la compétition principale est créé.
Le palmarès et les nominations de l'édition 2010 sont les suivants :
- Grand prix Seumas McNally : Monaco
  - Joe Danger
  - Rocketbirds: Revolution!
  - Super Meat Boy
  - Trauma
- Prix Nuovo : Tuning
  - Closure
  - Enviro-Bear 2000
  - A Slow Year
  - Today I Die
- Excellence en Arts visuels : Limbo
  - Owlboy
  - Rocketbirds: Revolution!
  - Shank
  - Trauma
- Excellence en Son : Closure
  - Rocketbirds: Revolution!
  - Shatter
  - Super Meat Boy
  - Trauma
- Excellence en Design : Monaco
  - AaaaaAAaaaAAAaaAAAAaAAAAA!!! - A Reckless Disregard for Gravity
  - Cogs
  - Miegakure
  - Star Guard
- Excellence technique : Limbo
  - Closure
  - Heroes of Newerth
  - Joe Danger
  - Vessel
- Meilleur jeu mobile : Spider: The Secret of Bryce Manor
  - Glow Artisan
  - Superbrothers: Sword and Sworcery EP
  - Stair Dismount
  - Lilt Line
- Meilleur jeu étudiant : Continuity
  - Boryokudan Rue
  - Devils Tuning Fork
  - Dreamside Maroon Student Version
  - Igneous
  - Paper Cakes
  - Puddle
  - Puzzle Bloom
  - Spectre
  - Ulitsa Dimitrova
- Prix du public : Heroes of Newerth
- Prix Vision D2D : Max and the Magic Marker

La même année, une compétition parallèle est dédiée aux jeux mobiles (sur smartphone, tablette ou console portable). Les gagnants de la catégorie sont nommés au Prix du meilleur jeu mobile de l'IGF. Pour la première fois, elle intègre des mentions honorables. Elle est supprimée l'année suivante.
- Prix du Game design mobile : Glow Artisan
  - Spider: The Secret of Bryce Manor
  - MiniSquadron

Mentions honorables : Ancient Frog, Globulos Party, Mind Wall
- Prix mobile de la réussite en art : Superbrothers: Sword and Sworcery EP
  - Guerilla Bob
  - Zombie Pizza

Mentions honorables : Ancient Frog, Minigore, Tilt: An Adventure In 1.5 Dimensions
- Prix mobile de la réussite technique : Stair Dismount
  - SCVNGR
  - Tumbledrop

Mentions honorables : Aera, Dawn of Heroes, iPixel
- Prix mobile de la réussite en audio : Lilt Line
  - MuBlip
  - Zombie Pizza

Mentions honorables : Earth Dragon, iBlast Moki, MelodyBloxx
- Prix du meilleur jeu iPhone : Spider: The Secret of Bryce Manor
  - Drop7
  - Hook Champ

Mentions honorables : Doodle Jump, Minigore, Pocket God

### 2011
Cette année, des mentions honorables sont ajoutées aux nominations pour l'ensemble des prix en comportant.
Le palmarès, les nominations et les mentions honorables de l'édition 2011 sont les suivants :
- Grand prix Seumas McNally : Minecraft
  - Amnesia: The Dark Descent
  - Desktop Dungeons
  - Nidhogg
  - SpyParty

Mentions honorables : Neptune's Pride, Super Crate Box, Recettear: An Item Shop's Tale, Bit.Trip Runner, Retro City Rampage
- Prix Nuovo : Nidhogg
  - Bohm
  - Brutally Unfair Tactics Totally OK Now (B.U.T.T.O.N.)
  - The Cat and the Coup
  - Dinner Date
  - Hazard: The Journey Of Life
  - A House in California
  - Loop Raccord

Mentions honorables : Amnesia: The Dark Descent, Choice of Broadsides, Faraway, Feign, SpyParty
- Excellence en Arts visuels : Bit.Trip Runner
  - Bastion
  - Cave Story (Édition 2010)
  - The Dream Machine
  - Hohokum

Mentions honorables : Retro City Rampage, Cobalt, Faraway, Helsing's Fire, Flotilla
- Excellence en Son : Amnesia: The Dark Descent
  - Bastion
  - Bit.Trip Beat
  - Cobalt
  - Retro City Rampage

Mentions honorables : Bit.Trip Runner, Cave Story (Édition 2010), Jamestown: Legend of the Lost Colony, NightSky, Planck
- Excellence en Design : Desktop Dungeons
  - Faraway
  - Minecraft
  - Nidhogg
  - Super Crate Box

Mentions honorables : Helsing's Fire, Recettear: An Item Shop's Tale, Flotilla, Bo, Brutally Unfair Tactics Totally OK Now (B.U.T.T.O.N.)
- Excellence technique : Amnesia: The Dark Descent
  - Confetti Carnival
  - Miegakure
  - Minecraft
  - Neverdaunt:8Bit

Mentions honorables : Cobalt, Achron, Hazard: The Journey of Life, Overgrowth, Swimming Under Clouds
- Meilleur jeu mobile : Helsing's Fire
  - Colorbind
  - Halcyon
  - Shot Shot Shoot
  - Solipskier

Mentions honorables : Flick Kick Football, Shibuya, Spirits, Tentacles, Trainyard
- Meilleur jeu étudiant : Fract OSC
  - e7
  - GLiD
  - Octodad
  - PaperPlane
  - Solace
  - Tiny and Big in Grandpa's Leftovers
  - Toys

Mentions honorables : About Love, Hate, and the Other Ones, EXP, Paul and Percy, Senseless, StarTwine, Ute
- Prix du public : Minecraft
- Prix Vision D2D : Amnesia: The Dark Descent

### 2012

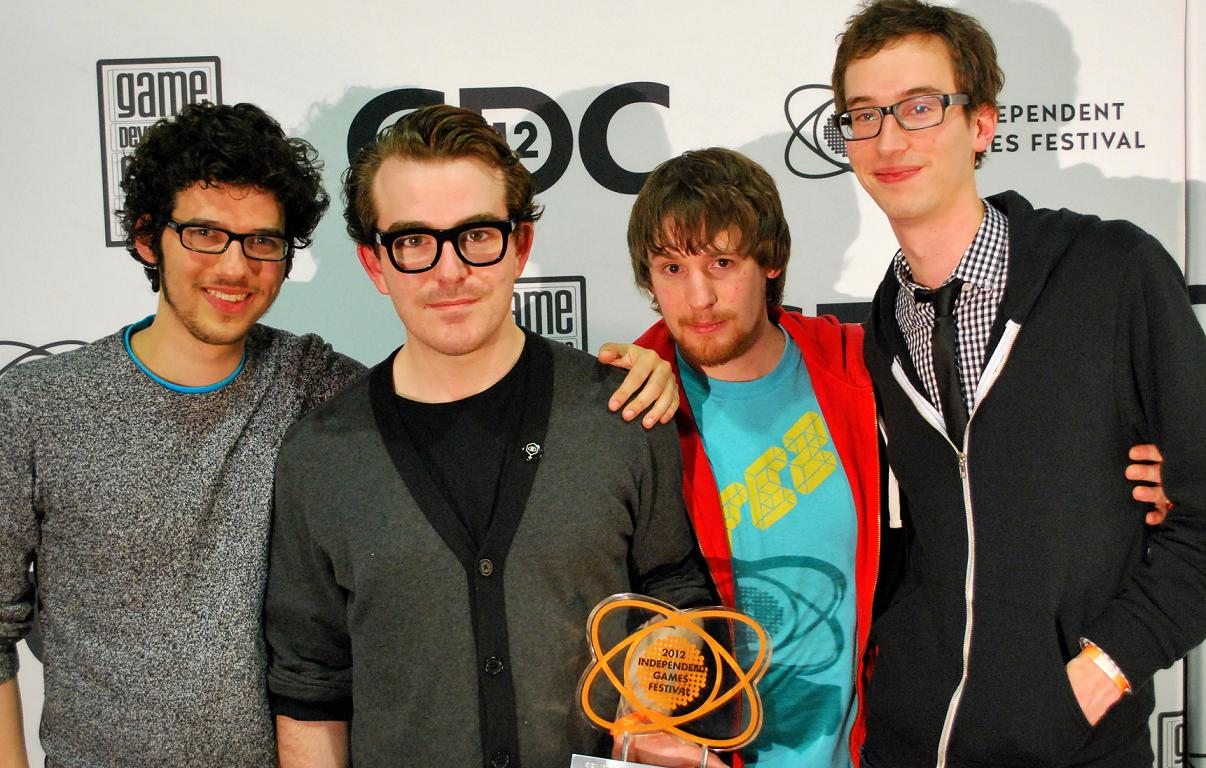
Les créateurs de Fez et le grand prix 2012.

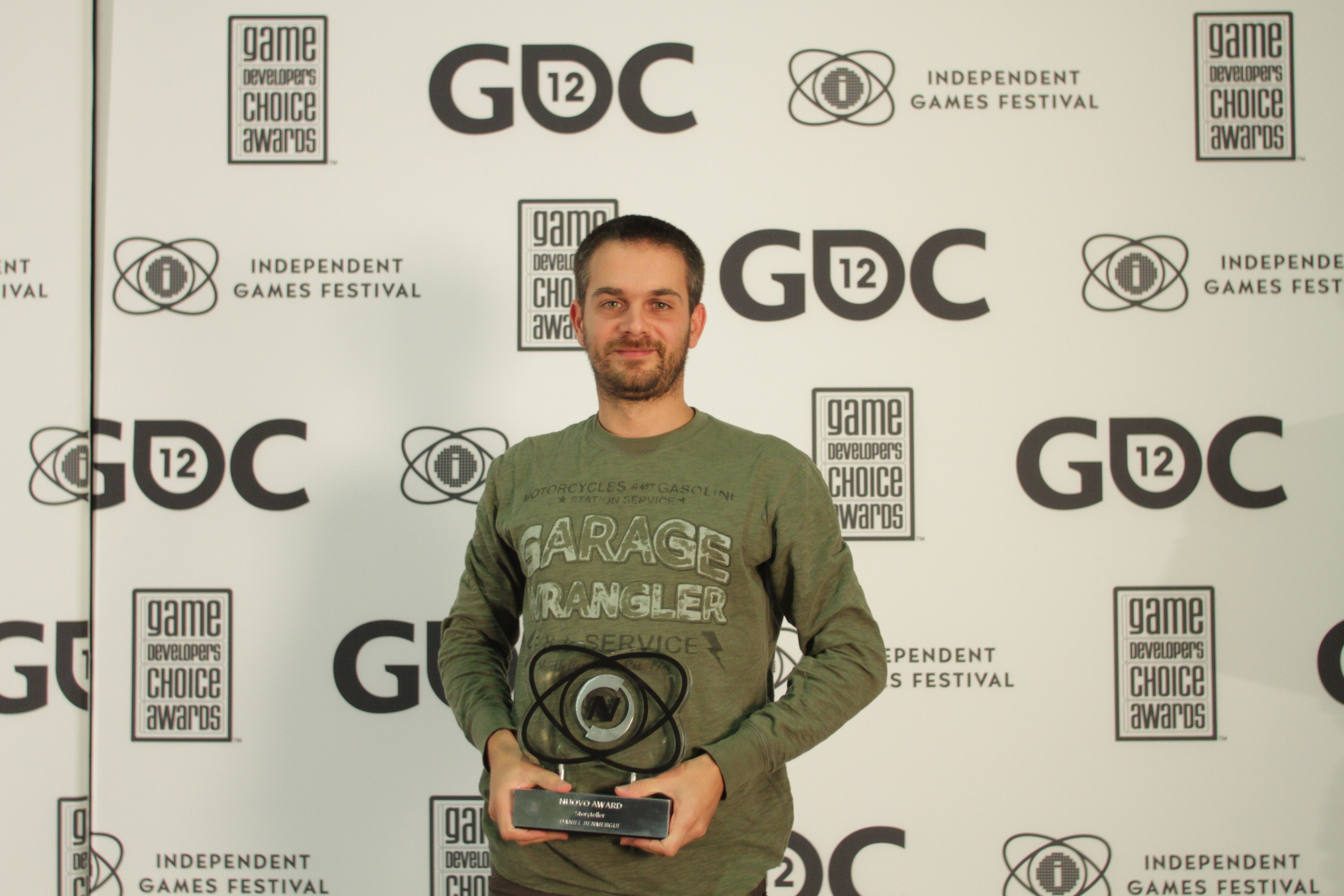
Daniel Benmergui et son prix Nuovo pour Storyteller.

Le palmarès, les nominations et les mentions honorables de l'édition 2012 sont les suivants :
- Grand Prix Seumas McNally : Fez
  - Dear Esther
  - Frozen Synapse
  - Johann Sebastian Joust
  - Spelunky

Mentions honorables : Antichamber, FTL: Faster Than Light, Proteus, SpaceChem, Where Is my Heart?
- Prix Nuovo : Storyteller
  - At a Distance
  - Dear Esther
  - Fingle
  - GIRP
  - Johann Sebastian Joust
  - Proteus
  - Way

Mentions honorables : Deep Sea, Four Letter Word, GlitchHiker, Hundreds, Pop
- Excellence en Arts visuels : Dear Esther
  - Botanicula
  - Lume
  - Mirage
  - Wonderputt

Mentions honorables : Beat Sneak Bandit, Dustforce, Fader, Proun, Toren
- Excellence en Son : Botanicula
  - Dear Esther
  - Pugs Luv Beats
  - To the Moon
  - Waking Mars

Mentions honorables : Beatbuddy, Beat Sneak Bandit, Fez, Proteus, Where Is my Heart?
- Excellence en Design : Spelunky
  - Atom Zombie Smasher
  - English Country Tune
  - Frozen Synapse
  - Gunpoint

Mentions honorables : Faraway, FTL: Faster Than Light, Johann Sebastian Joust, SpaceChem, Where Is my Heart?
- Excellence technique : Antichamber
  - Fez
  - Prom Week
  - Realm of the Mad God
  - Spelunky

Mentions honorables : Frozen Synapse, Nitronic Rush, Reflow, Super Time Force, Tiny and Big in Grandpa's Leftovers
- Meilleur jeu mobile : Beat Sneak Bandit
  - Async Corp.
  - Faraway
  - Ridiculous Fishing
  - Waking Mars

Mentions honorables : Fingle, Hundreds, iBlast Moki 2, Temple Run, Tentacles
- Meilleur jeu étudiant : Way
  - The Bridge
  - Dust
  - The Floor Is Jelly
  - Nous
  - One and One Story
  - Pixi
  - The Snowfield

Mentions honorables : Be Good, Liliths Pet, Nitronic Rush, Once Upon a Spacetime, Tink
- Prix du public : Frozen Synapse
- Prix Microsoft XBLA : Super Time Force

### 2013

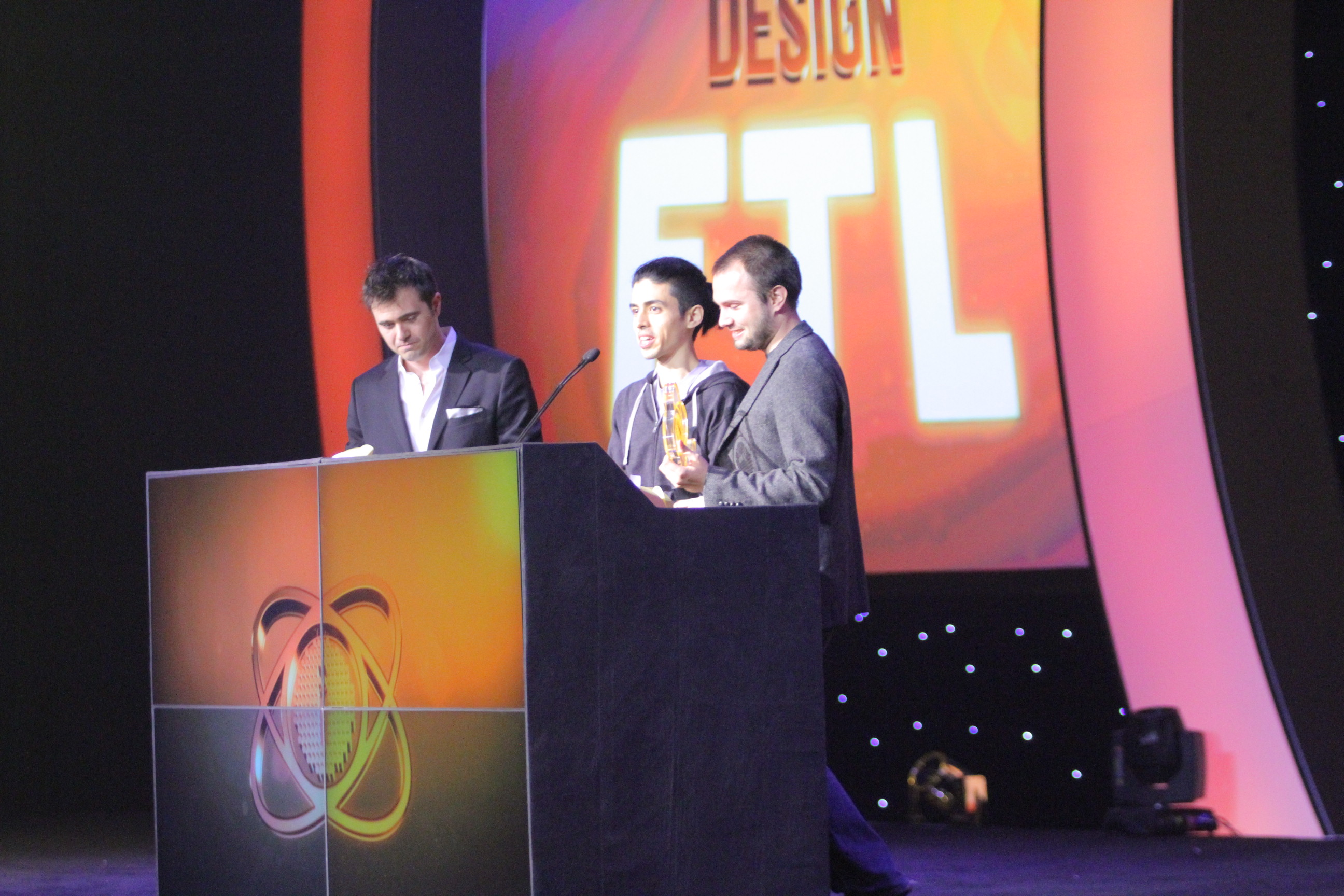
Les créateurs de FTL: Faster Than Light sur scène en 2013.

Le Prix du meilleur jeu mobile disparaît alors que le prix de l'Excellence en Narration est créé.
Le palmarès, les nominations et les mentions honorables de l'édition 2013 sont les suivants :
- Grand prix Seumas McNally : Cart Life
  - FTL: Faster Than Light
  - Hotline Miami
  - Kentucky Route Zero
  - Little Inferno

Mentions honorables : Gone Home, Starseed Pilgrim, Super Hexagon, The Stanley Parable, Thirty Flights of Loving
- Prix Nuovo : Cart Life
  - 7 Grand Steps
  - Bientôt l'été
  - Dys4ia
  - Little Inferno
  - MirrorMoon
  - Spaceteam
  - VESPER.5

Mentions honorables : Frog Fractions, Renga, Starseed Pilgrim, The Stanley Parable, Thirty Flights of Loving
- Excellence en Arts visuels : Kentucky Route Zero
  - Guacamelee!
  - Incredipede
  - Lovers in a Dangerous Spacetime
  - Year Walk

Mentions honorables : Eleven, Fly'n, Hundreds, The Bridge, Thomas Was Alone
- Excellence en Son : 140
  - Bad Hotel
  - Hotline Miami
  - Kentucky Route Zero
  - PixelJunk 4am

Mentions honorables : Dust: An Elysian Tail, Fract OSC, Gone Home, Little Inferno, Thomas Was Alone
- Excellence en Design : FTL: Faster Than Light
  - Samurai Gunn
  - Starseed Pilgrim
  - Super Hexagon
  - Super Space

Mentions honorables : Helix, Hotline Miami, Little Inferno, Rymdkapsel, Spaceteam
- Excellence en Narration : Cart Life
  - Dys4ia
  - Gone Home
  - Kentucky Route Zero
  - Thirty Flights of Loving

Mentions honorables : 7 Grand Steps, Analogue: A Hate Story, Goblet Grotto, The Stanley Parable
- Excellence technique : Little Inferno
  - Intrusion 2
  - LiquidSketch
  - Little Inferno
  - Perspective
  - StarForge

Mentions honorables : 140, Foldit, Gateways, Mobiloid, Skulls of the Shogun
- Meilleur jeu étudiant : Zineth
  - ATUM
  - Back to Bed
  - Blackwell's Asylum
  - Farsh
  - Knights of Pen and Paper
  - Pulse
  - The Mindfulxp Volume

Mentions honorables : Anodyne, Chrono Disfunglement, Narcosis, Plushy Knight, SerpenteS, SneakSneak, Tales from the Minus Lab, The Moonlighters
- Prix du public : FTL: Faster Than Light

### 2014

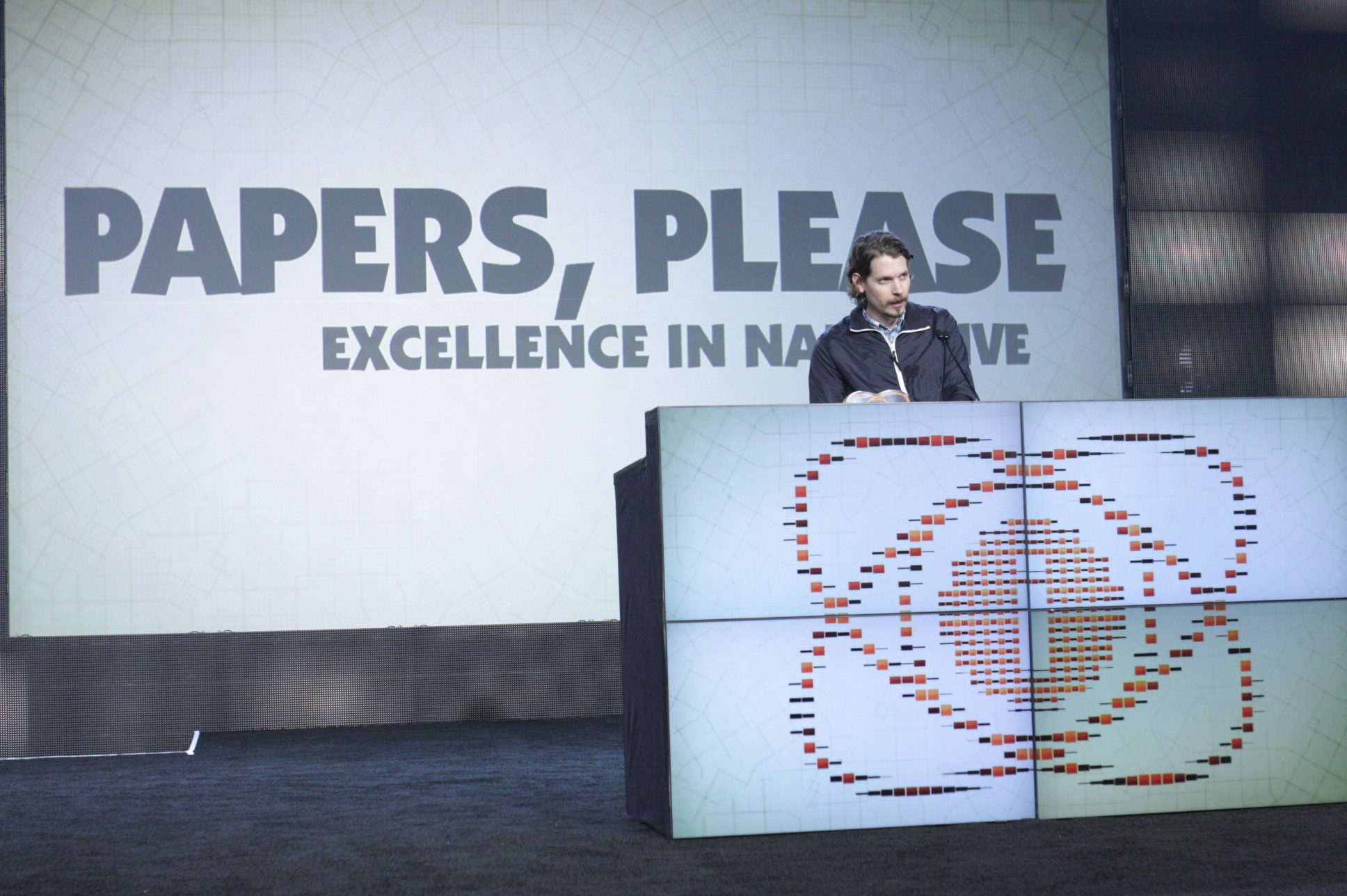
Lucas Pope reçoit le prix d'Excellence en Narration 2014 pour son jeu Papers, Please.

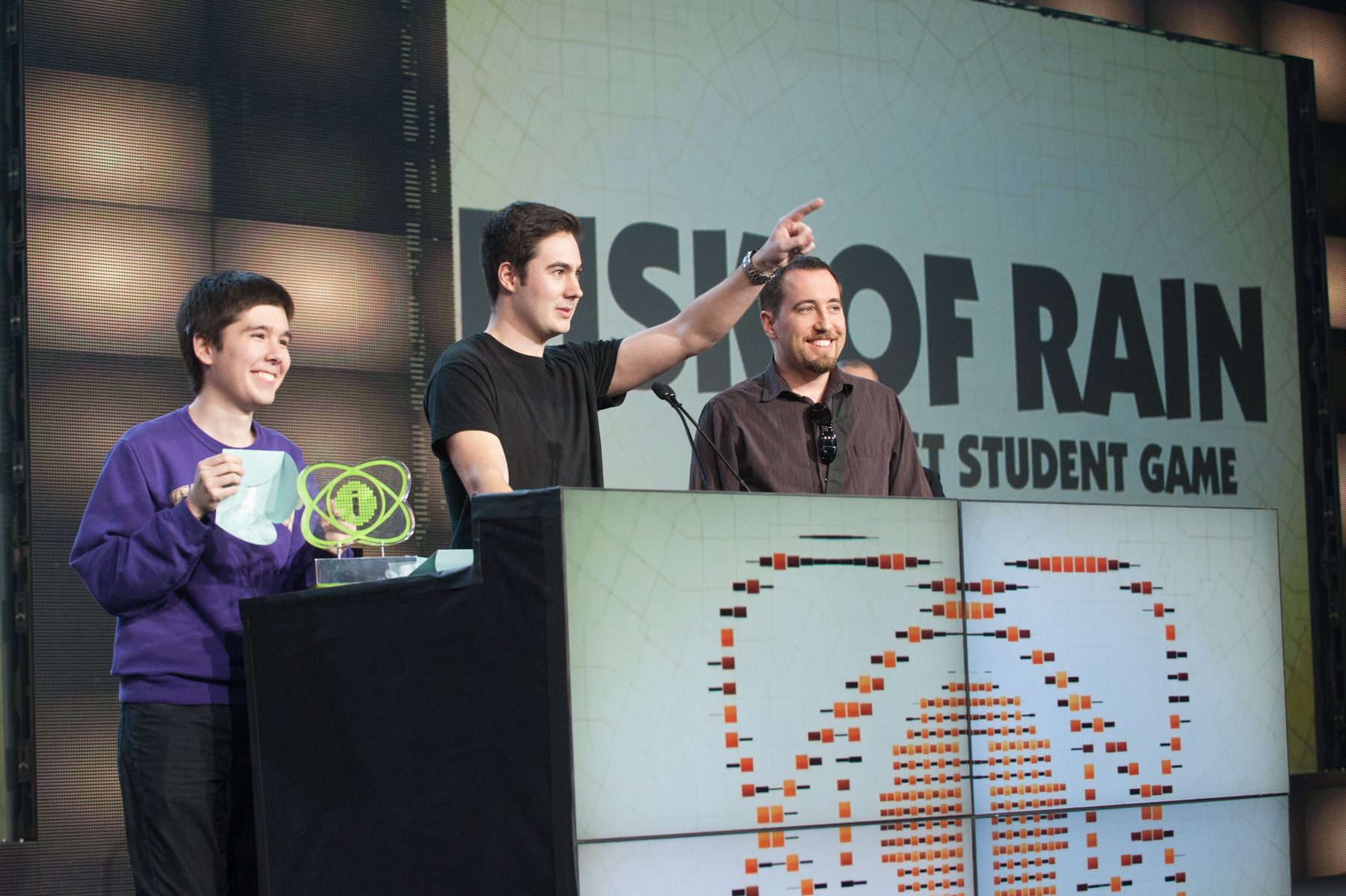
L'équipe de Hopoo Games reçoit le prix du meilleur jeu étudiant 2014 pour Risk of Rain.

Le prix de l'Excellence technique disparaît.
Le palmarès, les nominations et les mentions honorables de l'édition 2014 sont les suivants :
- Grand prix Seumas McNally : Papers, Please
  - Device 6
  - Dominique Pamplemousse in "It's All Over Once the Fat Lady Sings!"
  - Don't Starve
  - Jazzpunk
  - The Stanley Parable

Mentions honorables : 868-HACK, Crypt of the NecroDancer, Kerbal Space Program, The Yawhg, TowerFall Ascension
- Prix Nuovo : Luxuria Superbia
  - Corrypt
  - Dominique Pamplemousse in "It's All Over Once the Fat Lady Sings!"
  - Extrasolar
  - Papers, Please
  - Perfect Woman
  - Save the Date
  - SoundSelf

Mentions honorables : 18 Cadence, Device 6, Elegy for a Dead World, Shelter, Superhot
- Excellence en Arts visuels : Gorogoa
  - Device 6
  - Drei
  - Perfect Stride
  - Samorost 3
  - The Banner Saga

Mentions honorables : Don't Starve, Galak-Z, Shelter, The Swapper, The Yawhg
- Excellence en Son : Device 6
  - Crypt of the NecroDancer
  - Dominique Pamplemousse in "It's All Over Once the Fat Lady Sings!"
  - Samorost 3
  - The Stanley Parable
  - The Yawhg

Mentions honorables : Don't Starve, Jazzpunk, Potatoman Seeks the Troof, Sokobond, The Banner Saga
- Excellence en Design : Papers, Please
  - 868-HACK
  - Crypt of the NecroDancer
  - Don't Starve
  - Mushroom 11
  - TowerFall Ascension

Mentions honorables : Device 6, Gorogoa, Perfect Stride, The Banner Saga, Threes
- Excellence en Narration : Papers, Please
  - Device 6
  - Dominique Pamplemousse in "It's All Over Once the Fat Lady Sings!"
  - Paralect
  - The Stanley Parable
  - The Yawhg

Mentions honorables : Detective Grimoire, Gorogoa, Monster Loves You!, Quadrilateral Cowboy, Redshirt
- Meilleur jeu étudiant : Risk of Rain
  - Cyber Heist
  - Engare
  - Foiled
  - Museum of Simulation Technology
  - Rhythm Doctor
  - Symmetrain
  - Westerado

Mentions honorables : Bokida, Flying Fish, Ladylike, Rabbit Rush, UN EP
- Prix du public : The Stanley Parable

### 2015

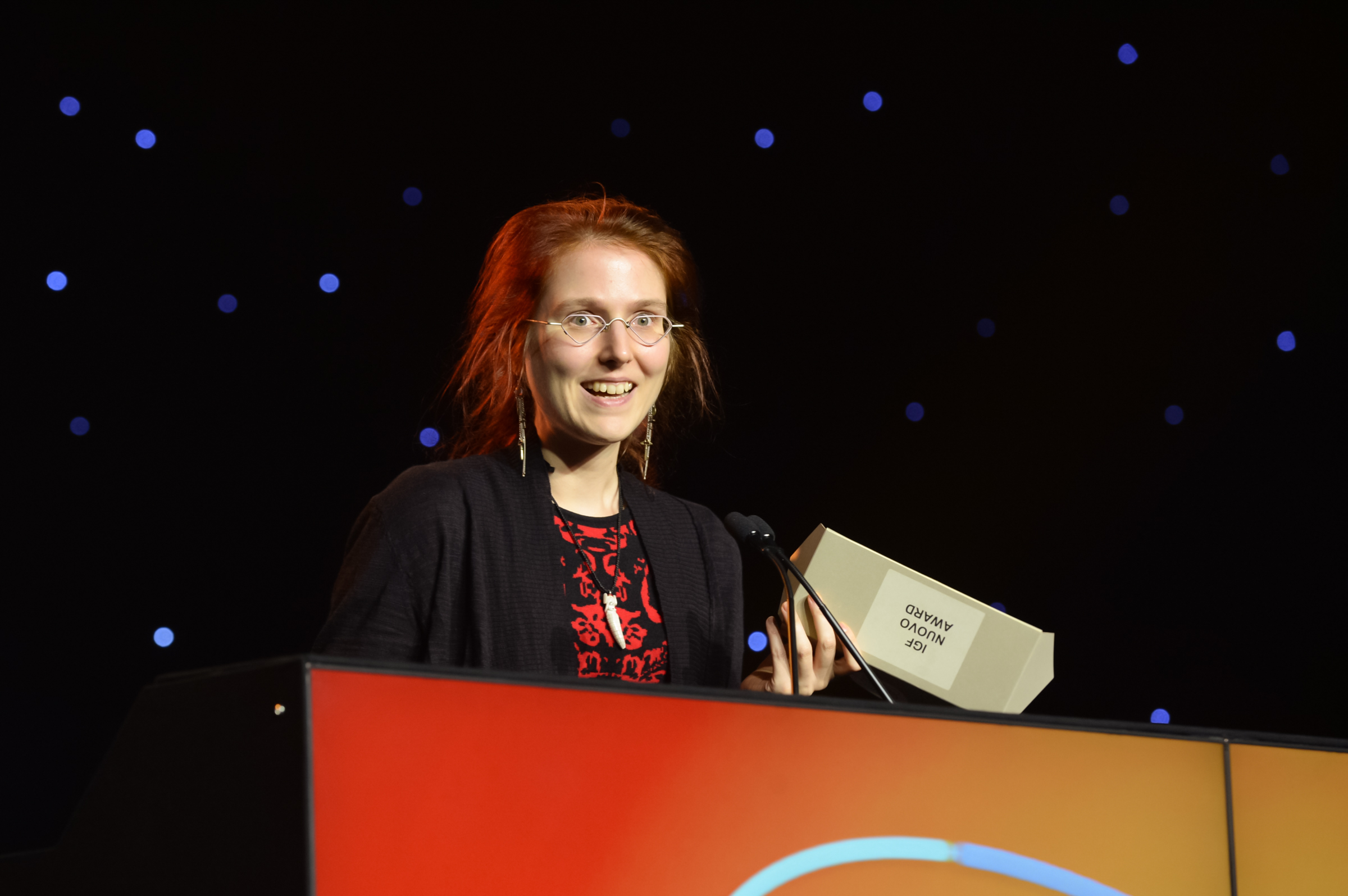
Nathalie Lawhead reçoit le prix Nuovo pour Tetrageddon.

Le palmarès, les nominations et les mentions honorables de l'édition 2015 sont les suivants :
- Grand prix Seumas McNally : Outer Wilds
  - 80 Days
  - Invisible, Inc.
  - Metamorphabet
  - The Talos Principle
  - This War of Mine

Mentions honorables : Donut County, Endless Legend, Killer Queen, Shovel Knight, The Sailor's Dream, The Vanishing of Ethan Carter
- Prix Nuovo : Tetrageddon
  - Become a Great Artist in Just 10 Seconds
  - Bounden
  - Desert Golfing
  - Elegy for a Dead World
  - How Do You Do It?
  - Plug and Play
  - Rooftop Cop

Mentions honorables : Curtain, Ice-Bound: A Novel of Reconfiguration, International Jetpack Conference, Outer Wilds, Phonopath, Push Me Pull You
- Excellence en Arts visuels : Metamorphabet
  - Donut County
  - else Heart.Break()
  - Lumino City
  - Memory of a Broken Dimension
  - Oquonie

Mentions honorables : Crawl, Future Unfolding, Hyper Light Drifter, Mini Metro, The Sailor's Dream, The Vanishing of Ethan Carter
- Excellence en Son : Ephemerid: A Musical Adventure
  - Phonopath
  - Shovel Knight
  - The Sailor's Dream
  - The Vanishing of Ethan Carter
  - Thumper

Mentions honorables : Deep Under the Sky, Fotonica, Goat Simulator, Hotline Miami 2, Nuclear Throne, Smash Hit
- Excellence en Design : Outer Wilds
  - 80 Days
  - Framed
  - Invisible, Inc.
  - Killer Queen
  - The Talos Principle

Mentions honorables : Desert Golfing, Dungeon of the Endless, Endless Legend, Helix, Keep Talking and Nobody Explodes, Mini Metro
- Excellence en Narration : 80 Days
  - Coming Out Simulator 2014
  - Ice-Bound: A Novel of Reconfiguration
  - PRY
  - This War of Mine
  - Three Fourths Home

Mentions honorables : Curtain, Never Alone, Outer Wilds, The Fall, The Sailor's Dream, The Talos Principle
- Meilleur jeu étudiant : Close Your
  - a•part•ment
  - Close Your
  - Downwell
  - Even the Stars
  - Gemini
  - Interloper
  - Rooftop Cop
  - Stellar Smooch

Mentions honorables : A Story About My Uncle, Ahoooj, Circles, Drew and the Floating Labyrinth, Lisa, Mecha Trigger
- Prix du public : This War of Mine

### 2016

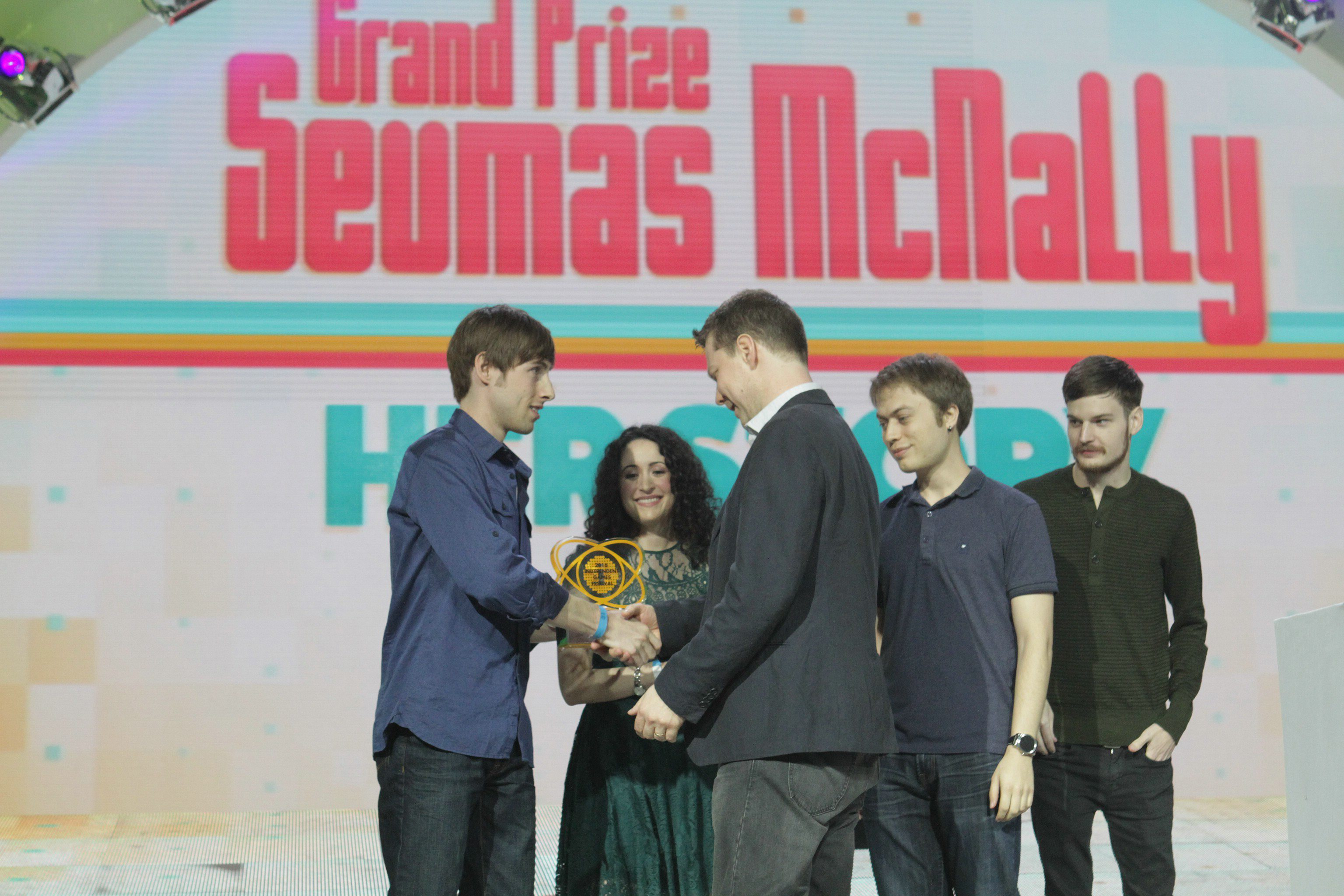
Sam Barlow reçoit le grand prix 2016 pour Her Story.

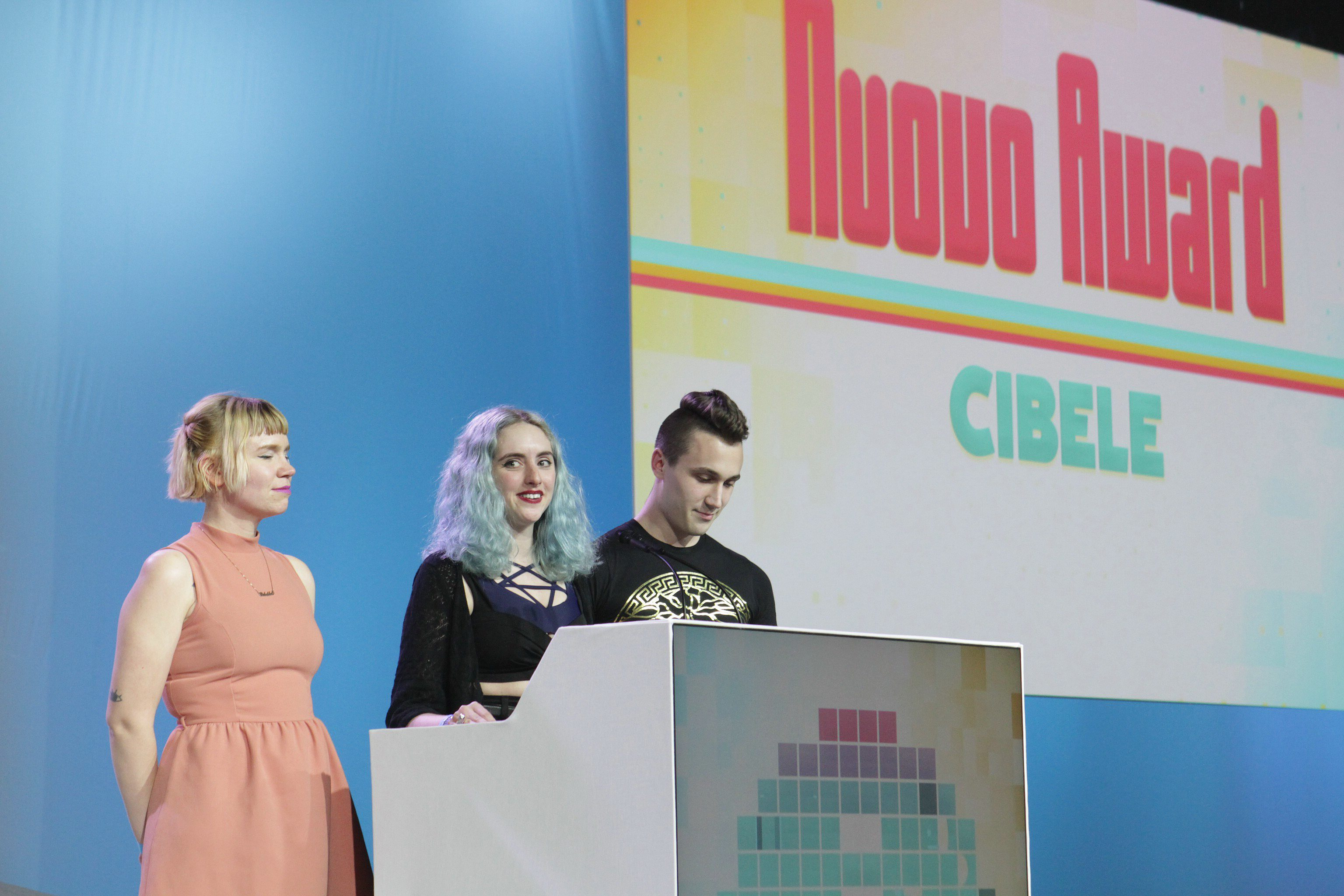
Nina Freeman reçoit le Prix Nuovo 2016 pour Cibele.

Le palmarès, les nominations et les mentions honorables de l'édition 2016 sont les suivants :
- Grand prix Seumas McNally : Her Story
  - Darkest Dungeon
  - Keep Talking and Nobody Explodes
  - Mini Metro
  - Superhot
  - Undertale

Mentions honorables : Affordable Space Adventures, Cibele, Oxenfree, Panoramical, Soft Body, That Dragon, Cancer, The Beginner's Guide, Twelve Minutes
- Prix Nuovo : Cibele
  - Fantastic Contraption
  - Her Story
  - Keep Talking and Nobody Explodes
  - Orchids to Dusk
  - Panoramical
  - Progress
  - The Beginner's Guide

Mentions honorables : Affordable Space Adventures, Enough, Future Unfolding, Sage Solitaire, Sentree, TIS-100, Vignettes
- Excellence en Arts visuels : Oxenfree
  - Armello
  - Darkest Dungeon
  - GNOG
  - Mini Metro
  - Panoramical

Mentions honorables : Alto's Adventure, Astroneer, Epistory: Typing Chronicles, Forkride Grilltime Sloth, Future Unfolding, Kingdom
- Excellence en Son : Mini Metro
  - Darkest Dungeon
  - Lumini
  - Panoramical
  - That Dragon, Cancer
  - Undertale

Mentions honorables : GNOG, Heart Forth, Alicia, Inside My Radio, Kingdom, Oxenfree, The Beginner's Guide
- Excellence en Design : Keep Talking and Nobody Explodes
  - Her Story
  - Infinifactory
  - Kingdom
  - Mini Metro
  - Superhot

Mentions honorables : Chaos Reborn, Duskers, Gang Beasts, Imbroglio, Soft Body, TIS-100
- Excellence en Narration : Her Story
  - Black Closet
  - That Dragon, Cancer
  - The Beginner's Guide
  - The Magic Circle
  - Undertale

Mentions honorables : Cibele, Contradiction, Oxenfree, Orion Trail, The Writer Will Do Something
- Meilleur jeu étudiant : Beglitched
  - Ape Out
  - Chambara
  - Circa Infinity
  - Orchids to Dusk
  - Pitfall Planet

Mentions honorables : Anarcute, BADBLOOD, FAR, Gathering Sky, Not Everything is Flammable, Sumer
- Prix du public : Undertale

### 2017
Le palmarès, les nominations et les mentions honorables de l'édition 2017 sont les suivants :
- Grand prix Seumas McNally : Quadrilateral Cowboy
  - Inside
  - Stardew Valley
  - Event 0
  - Hyper Light Drifter
  - Overcooked

Mentions honorables : 1979 Revolution: Black Friday, Orwell, Imbroglio, Virginia, Duskers, Oiκοςpiel, Book I
- Prix Nuovo : Oiκοςpiel, Book I
  - Islands: Non-Places
  - Close
  - Diaries of a Spaceport Janitor
  - Everything
  - Virginia
  - Mu Cartographer
  - Lieve Oma

Mentions honorables : Memoir En Code: Reissue, Far from Noise, Ladykiller in a Bind, Witchball, Project Perfect Citizen, Wheels of Aurelia, Quadrilateral Cowboy
- Excellence en Arts visuels : Hyper Light Drifter
  - The Flame in the Flood
  - Inside
  - Virginia
  - Old Man’s Journey
  - She Remembered Caterpillars

Mentions honorables : Inks, Night in the Wood, Mu Cartographer, Future Unfolding, Sundered, Un pas fragile
- Excellence en Son : GoNNER
  - The Flame in the Flood
  - Virginia
  - Hyper Light Drifter
  - Everything
  - Inside

Mentions honorables : 1979 Revolution: Black Friday, Kingdom: New Lands, Dropsy, Diaries of a Spaceport Janitor, Sentris, TumbleSeed
- Excellence en Design : Quadrilateral Cowboy
  - Imbroglio
  - Ultimate Chicken Horse
  - Duskers
  - Overcooked
  - Event 0

Mentions honorables : She Remembered Caterpillars, Elsinore, Inside, Antihero, Replica, Space Pirate Trainer
- Excellence en Narration : Ladykiller in a Bind
  - 1979 Revolution: Black Friday
  - Virginia
  - Orwell
  - Event 0
  - One Night Stand

Mentions honorables : A Normal Lost Phone, The Lion's Song, Far from Noise, Inside, Stardew Valley, Burly Men at Sea, Sorcery! 4
- Meilleur jeu étudiant : Un pas fragile
  - Diaries of a Spaceport Janitor
  - Lily, Colors of Santa Luz
  - FAR: Lone Sails
  - Frog Climbers
  - Bamboo Heart

Mentions honorables : Awkward Dimensions Redux, DYO, Code 7: Episode 0 - Allocation, You Must be 18 or Older to Enter
- Prix du public : Hyper Light Drifter

### 2018
Le palmarès, les nominations et les mentions honorables de l'édition 2018 sont les suivants :
- Grand prix Seumas McNally : Night in the Woods
  - Getting Over It with Bennett Foddy
  - West of Loathing
  - Into the Breach
  - Heat Signature
  - Baba Is You

Mentions honorables : Tacoma, Rain World, Dream Daddy: A Dad Dating Simulator, Cosmic Top Secret, Hollow Knight, Cuphead, Everything Is Going to Be OK
- Prix Nuovo : Getting Over It with Bennett Foddy
  - Tarotica Voo Doo
  - 10 Mississippi
  - A Mortician's Tale
  - Cosmic Top Secret
  - Everything Is Going to Be OK
  - Baba Is You
  - Kids

Mentions honorables : Where the Water Tastes Like Wine, IO Interloper, The Norwood Suite, Cheap Golf, Witchball, Million Onion Hotel
- Excellence en Arts visuels : Chuchel
  - Night in the Woods
  - Cuphead
  - Echo
  - Luna
  - The Gardens Between

Mentions honorables : Jettomero: Hero of the Universe, Dead Cells, AER, Tooth and Tail, Rain World, Shape of the World, Hollow Knight
- Excellence en Son : Uurnog Uurnlimited
  - Tormentor X Punisher
  - Cuphead
  - Vignettes
  - Rain World
  - Celeste

Mentions honorables : TumbleSeed, Hollow Knight, Tacoma, Tooth and Tail, Million Onion Hotel, Night in the Woods
- Excellence en Design : Baba Is You
  - Into the Breach
  - Shenzhen I/O
  - Wilmot's Warehouse
  - Uurnog Uurnlimited
  - Getting Over It with Bennett Foddy

Mentions honorables : Heat Signature, Dead Cells, Factorio, Space Pirate Trainer, Battle Chef Brigade
- Excellence en Narration : Night in the Woods
  - Tacoma
  - Attentat 1942
  - Where the Water Tastes Like Wine
  - Butterfly Soup
  - Tooth and Tail

Mentions honorables : A Mortician's Tale, Lost Memories Dot Net, Dream Daddy: A Dad Dating Simulator, Enterre-moi, mon amour, Cosmic Top Secret, West of Loathing, Rakuen
- Meilleur jeu étudiant : Baba Is You
  - IO Interloper
  - Don't Make Love
  - Penny Blue Finds a Clue
  - We Were Here
  - Guardian of the Gears

Mentions honorables : Crewsaders, A.L.F.R.E.D., MOLOCH, Kyklos Code, Membrane, That Blooming Feeling, Tell Me What You See
- Prix du public : Celeste

### 2019
Le palmarès, les nominations et les mentions honorables de l'édition 2019 sont les suivants :
- Grand prix Seumas McNally : Return of the Obra Dinn
  - Minit
  - Opus Magnum
  - Noita
  - Hypnospace Outlaw
  - Do Not Feed the Monkeys (en)

Mentions honorables : Wandersong (en), Subnautica, Mirror Drop, Moss, Unavowed, Iconoclasts, Virtual Virtual Reality, Beat Saber
- Prix Nuovo : Black Room
  - Cicle0
  - eCheese Zone
  - Noita
  - Mirror Drop
  - Paratopic
  - Do Not Feed the Monkeys (en)
  - Nth Dimension(al) Hiking

Mentions honorables : All Our Asias, Hypnospace Outlaw, Cyberpet Graveyard, levedad, Subserial Network, macdows 95, The Norwood Suite, Nerve Damage
- Excellence en Arts visuels : Mirror Drop
  - Forgotton Anne
  - Alto's Odyssey (en)
  - Hypnospace Outlaw
  - Just Shapes and Beats
  - Return of the Obra Dinn

Mentions honorables : Beat Saber, Wandersong, Subnautica, Moss, Iconoclasts, Guildlings, Paratopic
- Excellence en Son : Paratopic
  - Ethereal
  - Hypnospace Outlaw
  - Moss
  - Return of the Obra Dinn
  - Alto's Odyssey (en)

Mentions honorables : Creaks, Holedown, Pikuniku, The Messenger, Distance, Wandersong, Wattam
- Excellence en Design : Opus Magnum
  - What the Golf
  - Do Not Feed the Monkeys
  - Noita
  - Return of the Obra Dinn
  - Dicey Dungeons

Mentions honorables : Subnautica, Carto, Black Room, Jumpgrid, Mirror Drop, Hypnospace Outlaw, Beat Saber
- Excellence en Narration : Return of the Obra Dinn
  - Wandersong (en)
  - Genital Jousting
  - Unavowed
  - Seers Isle
  - Watch Me Jump

Mentions honorables : Do Not Feed the Monkeys, The Hex, Speed Dating for Ghosts, After Hours, Fortune-499, Marie's Room, Tango: The Adventure Game
- Meilleur jeu étudiant : After Hours
  - It's Paper Guy!
  - Grace Bruxner Presents: The Haunted Island, a Frog Detective Game
  - En garde !
  - levedad
  - Sole

Mentions honorables : We Should Talk, Coffin Rot Brewing Co., Fling to the Finish, Indecision., Seasons, supertype, Atlas' Fate: Between Light and Darkness, Marbloid
- Prix du public : Ethereal

- Prix alt.ctrl.GDC : Hot Swap: All Hands On Deck

- Prix du héros du jeu vidéo ID@Xbox : Jerry Lawson

### 2020
Le palmarès, les nominations et les mentions honorables de l'édition 2020 sont les suivants :
- Grand prix Seumas McNally : A Short Hike
  - Eliza
  - Untitled Goose Game
  - Mutazione
  - Slay the Spire
  - Anodyne 2: Return to Dust

Mentions honorables : Katana Zero, Lonely Mountains: Downhill, Song of Bloom, Wide Ocean, Big Jacket, Elsinore (en), Astrologaster (en), Heaven's Vault
- Prix Nuovo : The Space Between
  - Tales From Off-Peak City Vol. 1 
  - Infini
  - Life Tastes Like Cardboard 
  - Promesa
  - Song of Bloom
  - The Longing
  - Pagan: Autogeny

Mentions honorables : Astrologaster (en), Elsinore (en), Fit for a King, My Exercise, Where the Bees Make Honey, Smile for Me
- Excellence en Arts visuels : Knights and Bikes
  - Mutazione
  - Void Bastards (en)
  - Creature in the Well
  - Eastward
  - Stone Story RPG

Mentions honorables : Luna: The Shadow Dust, Eastshade, Minute of Islands, Katana Zero, Song of Bloom, A Short Hike, Creaks
- Excellence en Son : Mutazione
  - Observation
  - Vectronom
  - Astrologaster (en)
  - Knights and Bikes
  - Untitled Goose Game

Mentions honorables : Afterparty, Kind Words (lo fi chill beats to write to), Manifold Garden, Alt-Frequencies, Don't Look, Lonely Mountains: Downhill, Tales From Off-Peak City Vol. 1
- Excellence en Design : Patrick's Parabox
  - Katana Zero
  - Lonely Mountains: Downhill
  - Slay the Spire 
  - A Short Hike
  - Elsinore (en)

Mentions honorables : Guildings, Nauticrawl, Blabyrinth, Children of Morta, Void Bastards (en), Untitled Goose Game, Creature in the Well
- Excellence en Narration : Heaven's Vault
  - Mutazione
  - Elsinore (en)
  - Wide Ocean, Big Jacket
  - Eliza
  - Lionkiller

Mentions honorables : American Election, Night Call, Astrologaster (en), A Short Hike, Adventures with Anxiety, Observation
- Meilleur jeu étudiant : BORE DOME
  - Orbital Bullet
  - A Juggler's Tale
  - Forgotten
  - Neon Beats
  - Nothing in Sight

Mentions honorables : Unhatched, Du Rejser (You Travel), Trail Mix, Where the Bees Make Honey, Northbound, Evergreen Blues

### 2021
Le palmarès et les nominations de l'édition 2021 sont les suivants :
- grand prix Seumas-McNally : Umurangi Generation
- prix du public : Arrog
- excellence en son : Genesis Noir
- meilleur jeu étudiant : Vessels
- excellence en design : Teardown
- excellence en narration : Umurangi Generation
- excellence en arts visuels : Genesis Noir
- prix Nuovo : Blaseball

### 2022
Le palmarès et les nominations de l'édition 2022 sont les suivants :
- grand prix Seumas-McNally : Inscryption
- prix du public : Mini Motorways
- excellence en son : Inscryption
- meilleur jeu étudiant : Live Adventure
- excellence en design : Inscryption
- excellence en narration : Inscryption
- excellence en arts visuels : Papetura
- prix Nuovo : Memory Card

### 2023
Le palmarès et les nominations de l'édition 2023 sont les suivants :
- grand prix Seumas-McNally : Betrayal at Club Low
- meilleur jeu étudiant : Slider * excellence en son : The Forest Quartet
- excellence en design : The Case of the Golden Idol
- excellence en narration : IMMORTALITY
- excellence en arts visuels : RPG Time: The Legend of Wright
- prix Nuovo : Betrayal at Club Low

### 2024
Le palmarès et les nominations de l'édition 2024 sont les suivants :
- grand prix Seumas-McNally : Venba
- meilleur jeu étudiant : Once Upon a Jester
- excellence en son : Rhythm Doctor
- excellence en design : Cryptmaster
- excellence en narration : Mediterranea Inferno
- excellence en arts visuels : Phonopolis
- prix Nuovo : Anthology of the Killer

### 2025
Le palmarès de l'édition 2025 est le suivant :
- grand prix Seumas-McNally : Consume Me
- prix Nuovo : Consume Me
- excellence en arts visuels : Hauntii
- excellence en son : Despelote
- excellence en design : Tactical Breach Wizards
- excellence en narration : Caves of Qud
- meilleur jeu étudiant : Slot Waste
- prix du public : The Werecleaner
- prix alt.ctrl.GDC : CHROMAcorp